# Едіт і я
«Едіт і я» (серб. Технотајз: Едит и ја) — перший сербський анімаційний фільм заснований на коміксах «Technotise» про студентку, яка вирішила вживити собі мікрочип, але це призвело до несподіваних побічних ефектів.

## Сюжет
2076 рік, Белград. Студентка Едіт черговий раз не складає іспит. На чорному ринку вона купує чип, що впливає на розумову діяльність і Стефанович отримує відмінно з предмета. Невдовзі дівчина відчуває побічні ефекти після вживленого мікрочипа та його видалення не повертає головну героїню до нормального життя. До того ж в неї почав розвиватися паразит, який поступово набув інтелекту та підпорядкував органи чуттів Едіт. Вона стала бачити його як миролюбну людину-привида. Про незвичайну студентку дізнається наукова лабораторія, яка починає ганятися за нею. У дівчині починається відторгнення паразита, вона починає повільно помирати. Дівчина впадає в кому. Паразит Едді приходить до неї уві сні та розповідає, що він може покинути цей світ і це врятує дівчину. Ставши купкою заліза Едді звільняє Едіт.

## Актори озвучення
| Актор               | Роль              |
| ------------------- | ----------------- |
| Татьяна Джорджевич  | Санья             |
| Ігор Бугарски       | Абель             |
| Нікола Джурицко     | Боян              |
| Небойша Глоговац    | Едді              |
| Санда Кнежевич      | Едіт Стефанович   |
| Пітер Кінг          | Санта             |
| Марія Каран         | Броні             |
| Срджан Милетич      | Сергій            |
| Борис Миливоєвич    | Джон Ву           |
| Єлизавета Саблич    | Софія             |
| Срджан Тодорович    | Трави             |
| Власта Велисавлевич | Професор Дорієвич |

## Знімальна група
- Кінорежисер — Алекса Гаїч
- Сценарист — Алекса Гаїч
- Кінопродюсер — Зоран Цвіянович
- Композитори — Борис Фурдуй, Слободан Штрумбергер
- Кіномонтаж — Небойша Андрич, Марко Глушак
- Артдиректор — Алекса Гаїч
- Менеджер проєкту — Мірко Лукич[3].

## Сприйняття

### Критика
Фільм отримав схвальні відгуки. На сайті Rotten Tomatoes оцінка стрічки становить 76 % на основі 141 відгуку від глядачів (середня оцінка 3,7/5). Фільму зарахований «попкорн» від глядачів, Internet Movie Database — 7,5/10 (2 655 голосів).

### Номінації та нагороди
| Нагороди та номінації фільму «Едіт і я» | Нагороди та номінації фільму «Едіт і я» | Нагороди та номінації фільму «Едіт і я» | Нагороди та номінації фільму «Едіт і я» | Нагороди та номінації фільму «Едіт і я» | Нагороди та номінації фільму «Едіт і я» |
| Рік                                     | Кінофестиваль/кінопремія                | Категорія/нагорода                      | Номінант                                | Результат                               |                                         |
| --------------------------------------- | --------------------------------------- | --------------------------------------- | --------------------------------------- | --------------------------------------- | --------------------------------------- |
| 2010                                    | Міжнародний фестиваль у Любляні         | Нагорода глядачів                       | Алекса Гаїч                             | Перемога                                |                                         |